# Deutsches Zentralkomitee zur Bekämpfung der Tuberkulose
Das Deutsche Zentralkomitee zur Bekämpfung der Tuberkulose (DZK) ist ein gemeinnütziger Verein mit Sitz in Berlin, der sich in verschiedenen Tätigkeitsbereichen dem Umgang mit der Infektionskrankheit Tuberkulose widmet.

## Geschichte
Das Zentralkomitee wurde 1895 unter dem Namen „Deutsches Zentralkomitee zur Errichtung von Heilstätten für Lungenkranke“ gegründet, um organisatorische und auch finanzielle Unterstützung zum Bau von Sanatorien für Tuberkulosekranke zu bieten. Zu dieser Zeit war die Tuberkulose eine Volkskrankheit, an der jeder vierte berufstätige Mann verstarb. Die Bedeutung, die der Aufgabe des Komitees beigemessen wurde, spiegelt sich in der Liste der damaligen Mitglieder wider. Unter der Schirmherrschaft von Auguste Viktoria, der Ehefrau Kaiser Wilhelms II., übernahmen die jeweiligen Reichskanzler und Reichsminister die Präsidentschaft des Vereins. Neben der Unterstützung von Tuberkulosepatienten zählten die Volksaufklärung und die Förderung von Wissenschaft und Forschung zu den erklärten Zielen. Erster Generalsekretär wurde Gotthold Pannwitz. Auch Robert Koch zählte später zu den Vorstandsmitgliedern. Im Jahre 1899 kam bedarfsgerecht die Förderung von ambulanten Tuberkulosefürsorgestellen hinzu und das DZK änderte seinen Namen, der bis heute Bestand hat.

## Tuberkulose in Deutschland
Die Prävalenz der Tuberkulose in Deutschland ist im vergangenen Jahrhundert durch die Verbesserung der Hygiene in Verbindung mit den gemeinsamen Aktivitäten der unter dem Dach des DZK vereinigten Entscheidungsträger deutlich zurückgegangen. Im Jahr 2010 hatte die Erkrankung in Deutschland eine Inzidenz von 5,3 Neuerkrankungen pro 100.000 Einwohner. Weltweit nehmen allerdings Resistenzen gegen Tuberkulosemedikamente zu, insbesondere durch Migration ist dies auch für die Lage in Deutschland von Bedeutung. Auch die in Deutschland aktuell wieder steigenden Zahlen von Neuinfektionen bei Kindern unter 15 Jahren könnten auf eine Trendwende bei der Kontrolle der Tuberkuloseerkrankung hinweisen und rechtfertigen weiterhin eine erhöhte Vigilanz des öffentlichen Gesundheitswesens.

## Heutige Schwerpunkte
Um den heutigen Anforderungen gerecht zu werden, arbeitet das DZK als gemeinnütziger Verein (e. V.). Nach dem Umzug im April 2012 befindet sich das Büro wieder auf dem Gelände des HELIOS Klinikums Emil von Behring.
Schwerpunktmäßig befasst sich das DZK sich mit der Beantwortung von Fragen von Ärzten und Patienten durch ein Netzwerk von auf Tuberkulose spezialisierten Ärzten. Daneben werden Handlungsempfehlungen und Informationsmaterial zur Verfügung gestellt. Im Jahr 2012 wurden Empfehlungen zur Therapie, Chemoprävention und Chemoprophylaxe der Tuberkulose im Erwachsenen- und Kindesalte sowie zur Infektionsprävention in der Fachzeitschrift Pneumologie veröffentlicht. Stellungnahmen zu zeitpolitischen Themen der Tuberkuloseversorgung und die Unterstützung des öffentlichen Gesundheitswesens zählen ebenso wie wissenschaftliche Projekte zu den Arbeitsbereichen des DZK.

## Mitglieder
- Deutschland (BMG)
- Bundesärztekammer
- Robert Koch-Institut (RKI)
- Deutsche Gesellschaft für Pneumologie und Beatmungsmedizin (DGP)
- Deutsche Gesellschaft für Infektiologie (DGI)
- Norddeutsche Gesellschaft für Pneumologie (NdGP)
- Westdeutsche Gesellschaft für Pneumologie (WDGP)
- Süddeutsche Gesellschaft für Pneumologie (SDGP)
- Bundesverband der Ärzte des Öffentlichen Gesundheitsdienstes (BVÖGD)
- Bundesverband der Pneumologen (BDP)
- Verband Pneumologischer Kliniken (VPK)
- Niedersächsischer Verein zur Bekämpfung der Tuberkulose Lungen- und Bronchialerkrankungen e. V.
- Schleswig-Holsteinische Gesellschaft zur Verhütung und Bekämpfung der Tuberkulose und der Lungenkrankheiten e. V.
- DAHW Deutsche Lepra- und Tuberkulosehilfe e. V.
- Berufsgenossenschaft für Gesundheitsdienst und Wohlfahrtspflege (BGW)
- Koch-Metschnikow-Forum (KMF)
- Land Bayern
- Land Berlin
- Land Brandenburg
- Land Hamburg
- Land Hessen
- Land Rheinland-Pfalz
- Saarland
- Land Sachsen
- Land Thüringen